# Boomkist

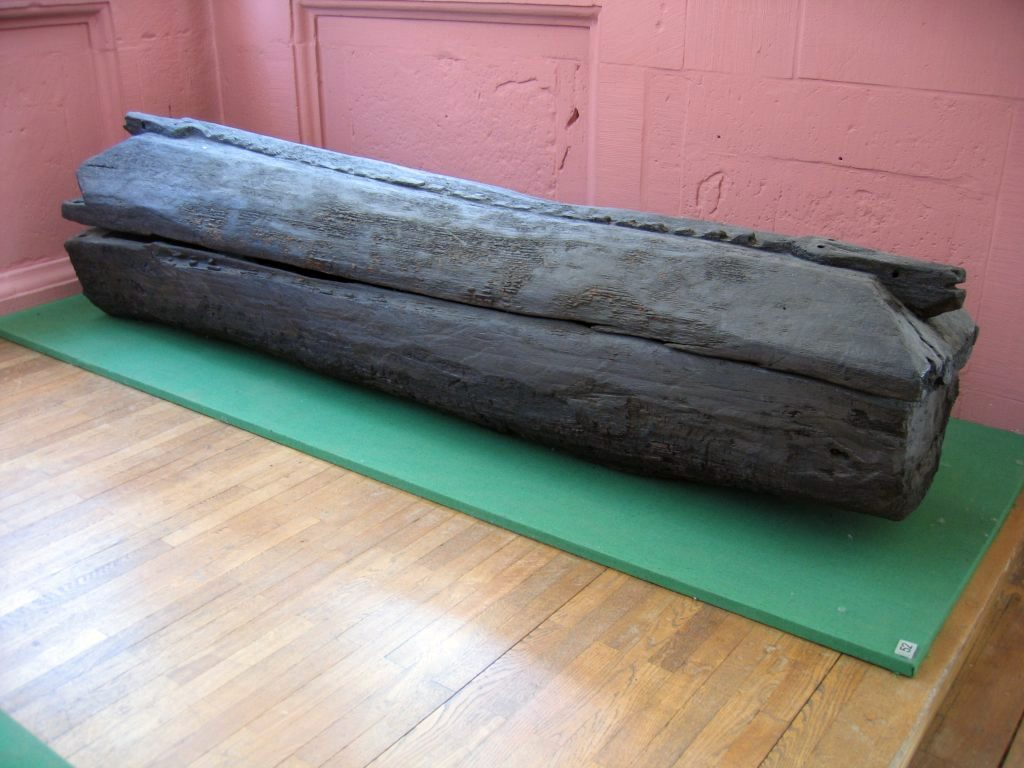
Een boomkist uit het middeleeuwse grafveld bij Oberflacht, Duitsland

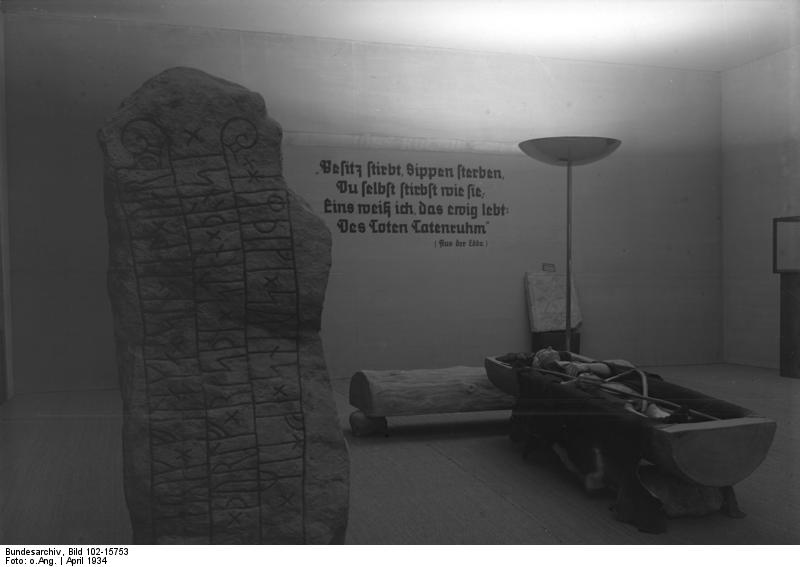
Germaans krijger in een boomkist en een runensteen

Een boomkist is een type graf waarin de dode in een uitgeholde boom is geplaatst.
De boomkist werd voornamelijk in de vroege en midden bronstijd gebruikt in Noordwest-Europa. Het gebruik van de boomkist begint bij de overgang van het gebruik van hurkgraven naar een gestrekte ligging, waarbij de dode op de rug ligt. In de late bronstijd verdwijnt het gebruik van de boomkist en is cremeren het meest gangbaar. Ook in de vroege middeleeuwen komt dit type graf voor. Ook buiten Noordwest-Europa worden boomkisten aangetroffen, zoals bij de Indianen en in China.
Boomkisten kunnen bestaan uit hele of halve bomen. In Denemarken wordt de gehele boom gebruikt; een helft dient als deksel zoals bij een grafkist. In Drenthe wordt de helft van de boom gebruikt, zonder 'deksel'. In sommige gevallen is de dode op huiden of dekens gelegd.
De boomkist wordt met stenen of plaggen vastgezet en soms afgedekt door een grafheuvel.
Boomkisten worden gebruikt als centraal heuvelgraf, bijzettingen en vlakgraven. Omdat de uitgeholde boomstam doet denken aan een boot, worden deze type graven soms aangeduid als bootgraf. In brandskeletgraven worden crematieresten in een boomkist gelegd, zie ook brandheuvel.
De terpdame uit de terp van Hogebeintum werd in een boomkist begraven, gemaakt van een eik. Bij De Bouwerd werden resten van boomkisten aangetroffen.

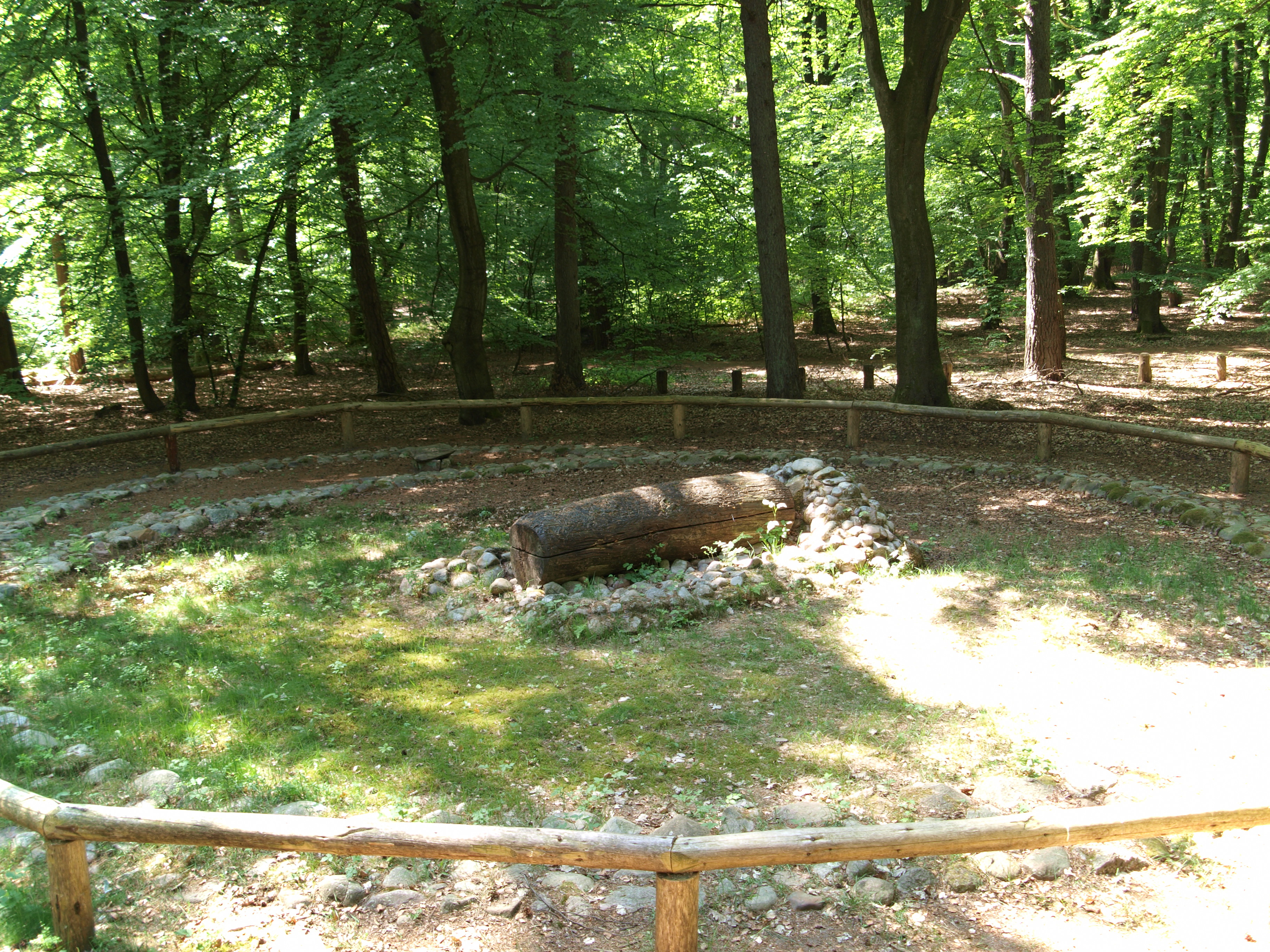
Een gereconstrueerde boomkist als centraal heuvelgraf en een gereconstrueerde boomkist als bijzetting
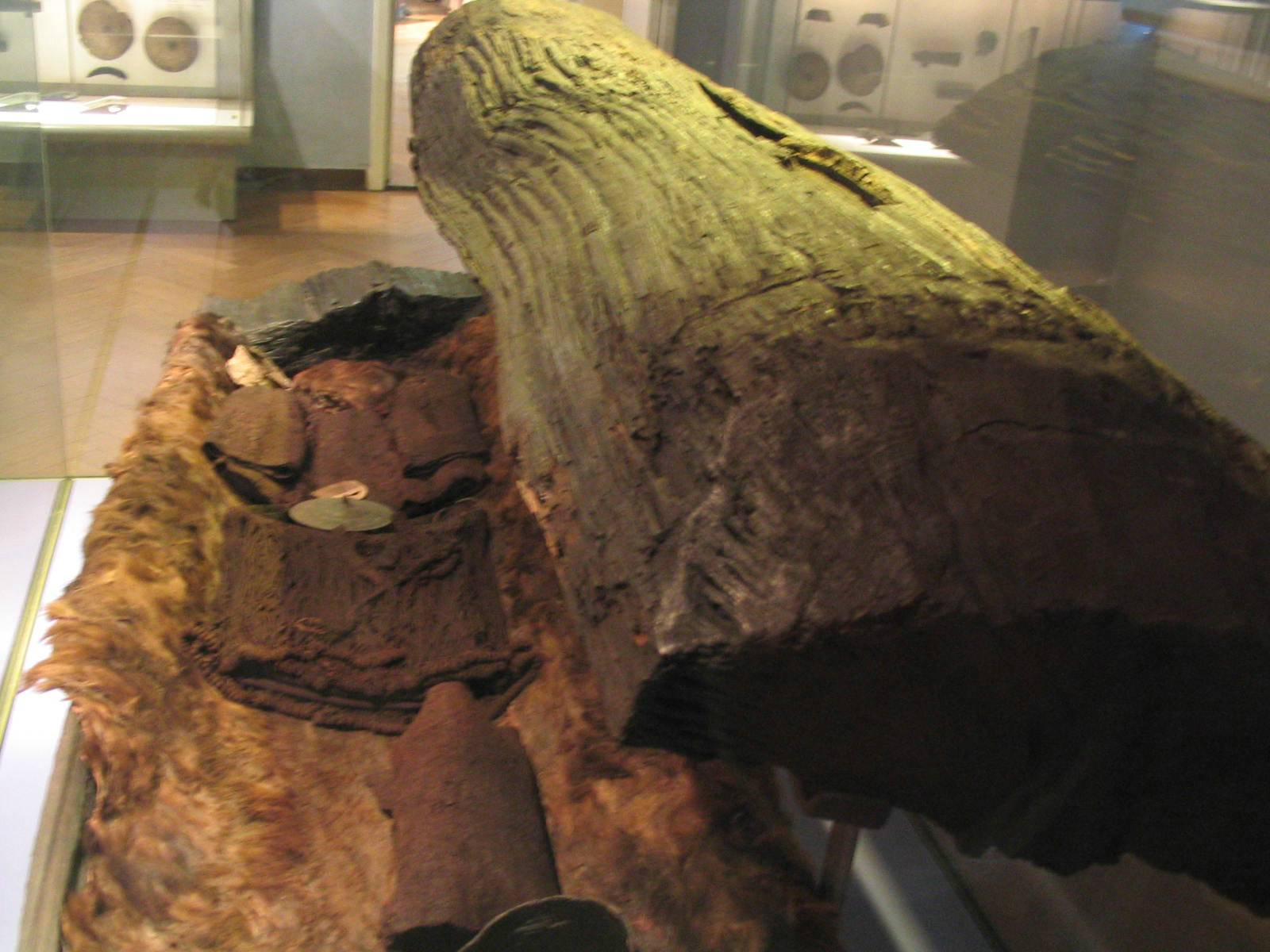
De boomkist en overblijfselen van het Egtved meisje
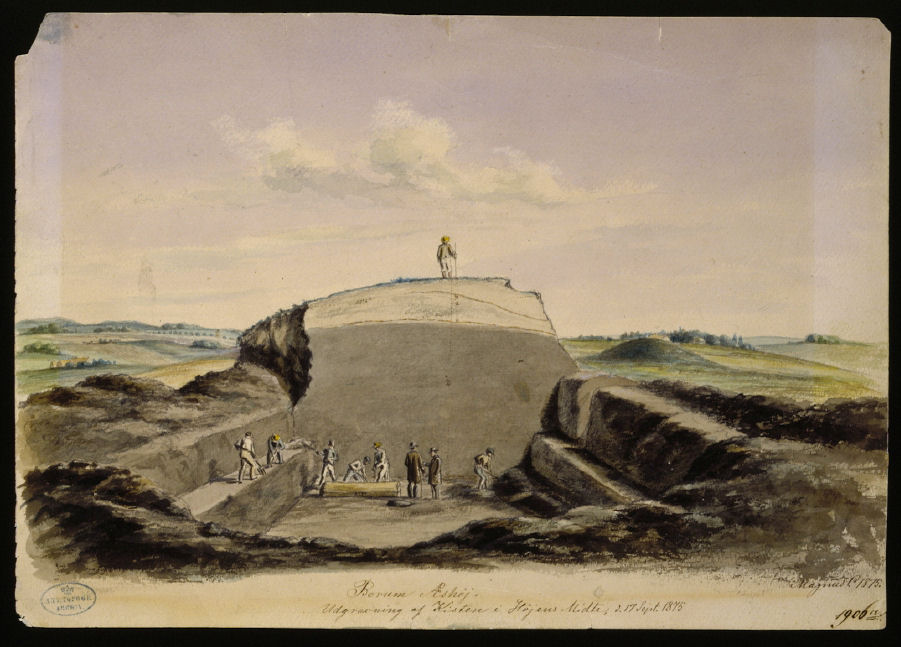
Men vindt een boomkist in het midden van de opgegraven Borum Eshøj (grafheuvel), Julius Magnus Petersen, 17 september 1875, Nationalmuseet
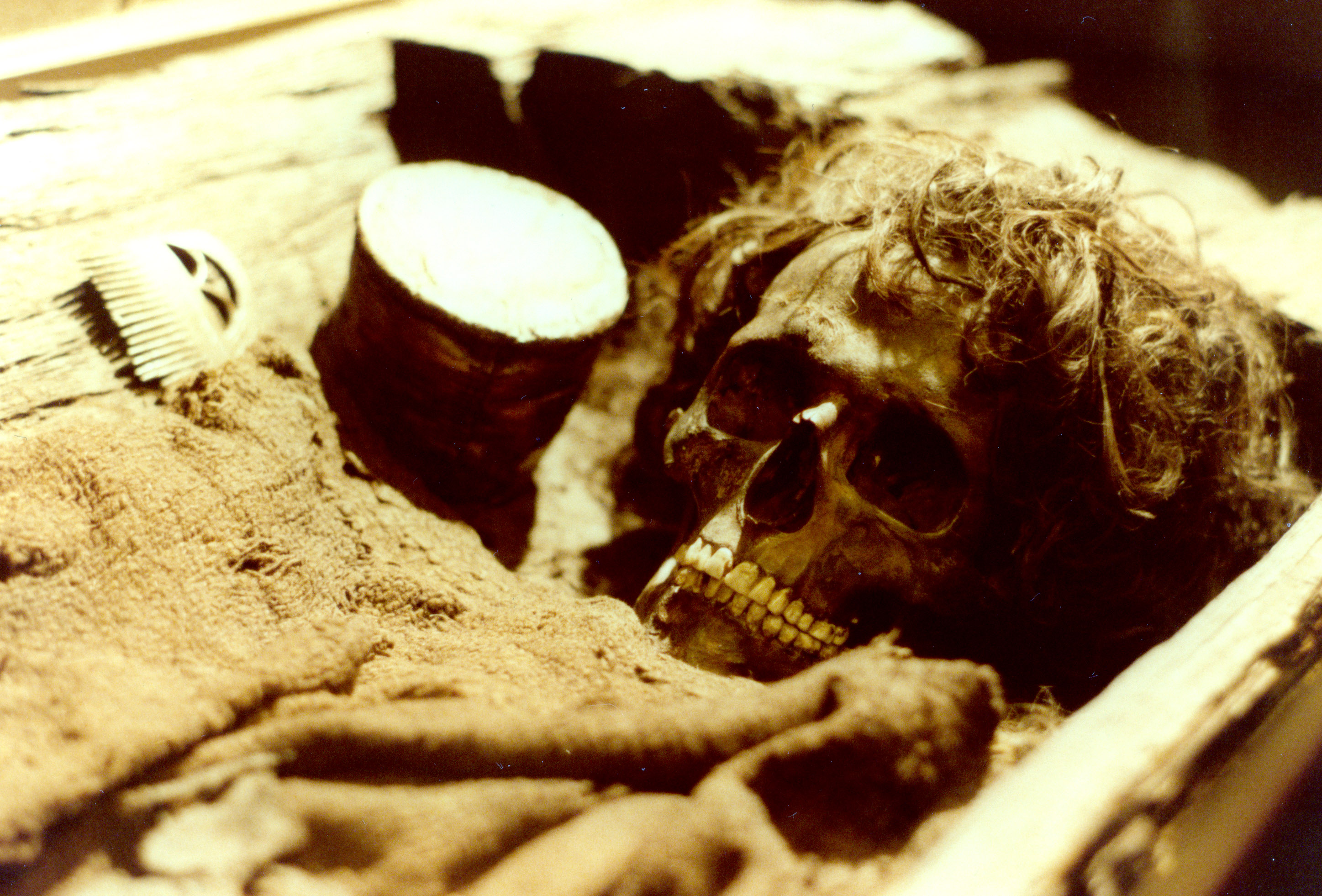
De man uit de boomkist van Borum Eshøj